# يان بافووفسكي
يان بافووفسكي (بالبولندية: Jan Pawłowski)‏ هو لاعب كرة قدم بولندي في مركز الهجوم، ولد في 18 نوفمبر 1992 في Sokółka ‏ في بولندا. لعب مع نيتشيتشا وياغيلونيا بياويستوك.